# Håkan A. Bengtsson
Håkan A. Bengtsson, eg. Alf Håkan Bengtsson, född 20 maj 1958 i Halmstad, är en svensk journalist, författare, debattör och vd för Arenagruppen, en ideell förening på den politiska vänsterkanten. Bengtsson har skrivit och varit redaktör för ett flertal böcker om svensk politik, bland annat Bakom Mona Sahlin – om Valhall, politiken, medierna, marknaden och valet (1994) tillsammans med Tommy Nilsson, ett reportage om valrörelsen 1994. Han är ledarskribent och redaktör på Dagens Arena. Tidigare har han varit redaktör på Tvärdrag.